# Jenny from Thebes
Jenny from Thebes — двадцать второй студийный альбом американской инди-рок группы The Mountain Goats из Клермонта (Калифорния). Он был выпущен 27 октября 2023 года на лейбле Merge Records.
Jenny from Thebes — 22-й студийный альбом инди-фолк группы the Mountain Goats, выпущенный 27 октября 2023 года на лейбле Merge Records. Альбом является продолжением альбома 2002 года All Hail West Texas и построен как рок-опера, рассказывающая историю персонажа «Дженни» (из предыдущих альбомов группы, включая All Hail West Texas, а также Jam Eater Blues 2001 года и Transcendental Youth 2012 года). Лирик Джон Дарниэль описывает альбом как посвящённый «личности и обществу», а также «дому Дженни в стиле юго-западного ранчо, людям, для которых этот дом — место безопасности, и западнотехасскому городку, которому не по себе от его существования».

## История
Альбом был записан в период с 16 по 22 января 2023 года в студии The Church Studio в Талсе, штат Оклахома, и в нём приняли участие Дарниэль, Алисия Боньянно, Мэтт Дуглас, Питер Хьюз, Джон Вурстер, Мэтт Натансон и Кэти Валентайн. Альбом был предварён лид-синглом «Clean Slate», за которым последовали синглы «Fresh Tattoo» и «Murder at the 18th Street Garage».

## Отзывы
| Совокупная оценка | Совокупная оценка |
| Источник          | Оценка            |
| ----------------- | ----------------- |
| Metacritic        | 80/100            |
| Оценки критиков   |                   |
| Источник          | Оценка            |
| Exclaim!          | 8/10              |
| Paste             | 9.3/10            |
| Uncut             | 8/10              |
| AllMusic          | [ 2 ]             |

Jenny from Thebes получил в основном положительные отзывы от современных музыкальных критиков. На сайте Metacritic, который присваивает нормализованный рейтинг из 100 баллов рецензиям от современных критиков, альбом получил средний балл 80, основанный на 7 профессиональных рецензиях, что означает «в целом благоприятные отзывы». Критик AllMusic Марк Деминг оценил альбом на 4 из 5 и отметил, что «Музыка часто напоминает нервный вариант софт-рока 70-х (с плавными саксофонами в „Great Pirates“ и ловкими струнными чартами в „Jenny III“), а его музыканты — Алисия Боньянно на гитаре, Мэтт Дуглас на гитаре и клавишных, Питер Хьюз на басу и Джон Вурстер на ударных и перкуссии — блестяще исполняют материал, искусно подстраивая свою атаку под каждую главу истории. Это открытый вопрос: Встретимся ли мы с Дженни и её галереей негодяев снова на одном из будущих альбомов Mountain Goats? А пока Jenny from Thebes предполагает, что в её доме ещё есть несколько историй, которые стоит услышать».
Uncut заявил, что «знакомство с предысторией не обязательно, чтобы насладиться этой инди-рок-оперой в горшке: как всегда в работе Дарниэлла, достаточно просто ценить нелепый рассказ и неспешные мелодии». Рецензируя альбом для Exclaim! Эрик Хилл отметил, что «ему удалось по-настоящему переработать маниакальную энергию становления Mountain Goats в зрелую, но жизненную форму, что позволяет ему занять место в верхней части их пантеона». Paste назвал его альбомом недели, а рецензент Лаура Дзубей написала, что «хотя Jenny from Thebes кажется большим по сравнению с альбомами Mountain Goats, в этих песнях есть сдержанность, а рок-оперный подход никогда не кажется аляповатым», назвав его «подходящей новой записью» группы. Джон Амен из журнала No Depression написал: «Jenny From Thebes освещает The Mountain Goats, когда они исследуют различные звуковые балансы, Дарниэль использует свои повествовательные и импрессионистские наклонности». В заключение он охарактеризовал альбом как «в значительной степени увлекательный, хотя иногда и „легкий“ набор».

## Список композиций
| №                   | Название                        | Длительность |
| ------------------- | ------------------------------- | ------------ |
| 1.                  | «Clean Slate»                   | 3:48         |
| 2.                  | «Ground Level»                  | 2:22         |
| 3.                  | «Only One Way»                  | 4:01         |
| 4.                  | «Fresh Tattoo»                  | 4:42         |
| 5.                  | «Cleaning Crew»                 | 3:36         |
| 6.                  | «Murder at the 18th St. Garage» | 2:52         |
| 7.                  | «From the Nebraska Plant»       | 3:33         |
| 8.                  | «Same as Cash»                  | 3:44         |
| 9.                  | «Water Tower»                   | 2:27         |
| 10.                 | «Jenny III»                     | 2:26         |
| 11.                 | «Going to Dallas»               | 2:02         |
| 12.                 | «Great Pirates»                 | 4:10         |
| Общая длительность: | Общая длительность:             | 39:43        |

## Чарты
| Чарт (2023)                                  | Высшая позиция |
| -------------------------------------------- | -------------- |
| Великобритания (UK Digital Albums Chart)     | 29             |
| Великобритания (UK Independent Albums Chart) | 48             |